# Nannophlebia aglaia
Nannophlebia aglaia – gatunek ważki z rodziny ważkowatych (Libellulidae).